# Бромид гафния(II)
Бромид гафния(II) — бинарное неорганическое соединение, соль металла гафния и бромистоводородной кислоты с формулой HfBr2, чёрные кристаллы, самовоспламеняется на воздухе.

## Получение
- Диспропорционирование бромида гафния(III) при нагревании в вакууме:

{\displaystyle {\mathsf {2HfBr_{3}\ {\xrightarrow {300^{o}C}}\ HfBr_{2}+HfBr_{4}}}}

## Физические свойства
Бромид гафния(II) образует чёрные кристаллы, которые самовоспламеняется на воздухе.

## Химические свойства
- Разлагается при нагревании:

{\displaystyle {\mathsf {2HfBr_{2}\ {\xrightarrow {400^{o}C}}\ Hf+HfBr_{4}}}}